# Pélion (Dasszarétia)
Pélion vagy Pellion (ógörög Πήλιον, Πέλλιον, latin Pelium) az ókori Illíria és Epirusz peremvidékén, Dasszarétiában elhelyezkedő erődített település volt a mai Délkelet-Albánia területén. A legelfogadottabb feltételezés szerint azonos a ma királysírjairól nevezetes Selca e Poshtme melletti magaslat ókori erődítésével. A Makedónia és az Illír Királyság között i. e. 335 végén megvívott pélioni csata helyszíne, i. e. 199 után római fennhatóság alatt állt.

## Lehetséges helyszínei
Az ókori történeti munkák egybehangzóan a dasszaréták által a vaskorban benépesített Dasszarétia vidékének keleti-délkeleti peremterületét jelölik meg Pélion helyéül. Dasszarétia a mai Ohridi- és Preszpa-tavaktól nyugatra, a Eordaikosz és Genuszosz folyóvölgyek felső szakaszánál, a mai Korçai-medence tágabb térségében terült el. Ebből kiindulva az 1980-as évek óta az albán régészettudomány a Selca e Poshtme melletti magaslat erődített ókori települését azonosítja Pélionként, de ezt a hipotézist a helyszínen folyó ásatások esetleges epigráfiai leletei még nem igazolták vissza. Emellett felmerült a szintén délkelet-albániai, de a Poloska mellett fekvő Gorica, illetve Zvezda Pélionként való azonosítása is.

## Története
Mindezek fényében, amíg az egykori város helyszínét nem igazolják vissza a régészeti kutatások, Pélion történetéről csupán a korabeli forrásokból alkothatunk képet. A Dasszarétia egyik jelentős településeként számon tartott Pélion i. e. 335-ben fontos szerepet játszott a makedónok és az illírek közötti több évszázados háborúskodásban. A makedón fennhatóság ellen fellázadt Kleitosz dasszaréta király ebben az évben vonta fennhatósága alá az Eordaikosz völgyét és Pélion erődített települését. A makedón sereg élén III. Alexandrosz sietett a város felmentésére, de miután a nyugati partvidék taulant illírjeinek uralkodója, Glaukiasz nagyobb sereg élén Kleitosz támogatására érkezett, a makedónok visszavonultak saját területükre. Három nappal később azonban visszatértek Pélion alá, és a mit sem sejtő, önfeledten a győzelmüket ünneplő illír csapatokat megsemmisítették (pélioni csata). Kleitosz elmenekülése előtt még felgyújtatta a várost, amely végül makedón kézre került.
A második római–makedón háború (i. e. 200–197) során, i. e. 199-ben a római sereg élén álló Sulpicius Galba consul elfoglalta Péliont. Titus Livius történeti művéből ismert, hogy nagy hadizsákmányra és sok rabszolgára tett szert, de a város polgárainak szabadságát nem korlátozta, noha helyőrséget telepített a városba. Pélion, vagy római nevén Pelium ezt követő történelmét nem őrizték meg a krónikák.